# Cantón Pujilí
Cantón Pujilí är en kanton i Ecuador.   Den ligger i provinsen Cotopaxi, i den centrala delen av landet, 80 km söder om huvudstaden Quito. Antalet invånare är 60 728. Arean är 1 308 kvadratkilometer.
Terrängen i Cantón Pujilí är huvudsakligen bergig.